# Ibarlucea
Ibarlucea is een plaats in het Argentijnse bestuurlijke gebied Rosario in de provincie Santa Fe. De plaats telt 2.603 inwoners.